# Sabana (Vega Alta)
Sabana es un barrio ubicado en el municipio de Vega Alta en el estado libre asociado de Puerto Rico. En el Censo de 2010 tenía una población de 15164 habitantes y una densidad poblacional de 619,76 personas por km².

## Geografía
Sabana se encuentra ubicado en las coordenadas 18°27′16″N 66°19′36″O / 18.45444, -66.32667. Según la Oficina del Censo de los Estados Unidos, Sabana tiene una superficie total de 24.47 km², de la cual 21.57 km² corresponden a tierra firme y (11.85%) 2.9 km² es agua.

## Demografía
Según el censo de 2010, había 15164 personas residiendo en Sabana. La densidad de población era de 619,76 hab./km². De los 15164 habitantes, Sabana estaba compuesto por el 66.84% blancos, el 18.15% eran afroamericanos, el 0.69% eran amerindios, el 0.23% eran asiáticos, el 10.08% eran de otras razas y el 4% pertenecían a dos o más razas. Del total de la población el 97.92% eran hispanos o latinos de cualquier raza.